# الطاقة النووية في سويسرا
تمتلك سويسرا ثلاث محطات نووية بمجموع أربعة مفاعلات نووية قيد التشغيل (أنظر القائمة الواردة أدناه). في عام 2017 أنتجت تلك المحطات مجتمعة 24.8 تيراواط ساعة من الكهرباء، وهي كمية أقل بنسبة 5.8% عن عام 2007 الذي بلغ فيه إنتاج الكهرباء 26.4 تيراواط ساعة. تمثل الطاقة النووية نسبة 36.4% من إجمالي الإنتاج المحلي للكهرباء (68.3 تيراواط ساعة)، بينما تنتج محطات الطاقة الكهرومائية نسبة 57.9%، وتأتي النسبة المتبقية من المحطات الحرارية التقليدية ومصادر الطاقة المتجددة الأخرى.
إلى جانب ذلك بُنيت عدة مفاعلات نووية بحثية في سويسرا، مثل مفاعل كروكوس في مدرسة لوزان الاتحادية للفنون التطبيقية، وهو المفاعل البحثي الوحيد الذي لا يزال قائمًا في سويسرا اعتبارًا من عام 2013. تستغل سويسرا الطاقة النووية في الأغراض السلمية فقط. قوبلت جميع خطط بناء الأسلحة النووية في سويسرا بالرفض بصفة دائمة في عام 1988.
كانت معالجة النفايات النووية تتم في الخارج حتى عام 2016. أما الآن تخزن سويسرا النفايات النووية في مواقع فوق سطح الأرض مؤقتًا لحين الانتهاء من خطة نقل النفايات النووية إلى باطن الأرض.
في عام 2011 قررت السلطات الفيدرالية التخلص من محطات الطاقة النووية في سويسرا تدريجيًا عقب حادثة فوكوشيما في اليابان. وفي أواخر عام 2013 قررت شركة بي كيه دبليو إنرجي وقف توليد الكهرباء في محطة مولبرغ التي كانت تتميز بتصميم مشابه لمحطة فوكوشيما. ومن المتوقع أن تتخذ شركة أكسبو قرارًا مشابهًا بشأن محطة بيزناو العتيقة التي تحوي أقدم مفاعل نووي تجاري في العالم.
في 8 ديسمبر 2014 صوت المجلس الوطني السويسري لصالح تقييد العمر التشغيلي لمحطة بيزناو للطاقة النووية إلى 60 عامًا، مما سوف يرغم المفاعلين الاثنين في المحطة على الإغلاق بحلول عامي 2029 و2031 على الترتيب. قُدمت مبادرة شعبية تنادي بالتخلص من جميع المحطات النووية بحلول عام 2029، ولكنها قوبلت بالرفض من قبل المصوتين السويسريين في عام 2016. ورغم ذلك وُضع تعديل جديد على قانون الطاقة النووية السويسري قيد التنفيذ في 1 يناير 2018، وهو يحظر إصدار تراخيص جديدة لمحطات الطاقة النووية.

## المفاعلات

### مفاعلات الطاقة
تمتلك سويسرا ثلاث محطات نووية بمجموع أربعة مفاعلات نووية قيد التشغيل اعتبارًا من آخر ديسمبر عام 2019.
- مفاعلي بيزناو 1 (1969) وبيزناو 2 (1972) (مفاعلا ماء مضغوط) – القدرة الانتاجية: 365 ميغاواط كهرباء لكل مفاعل.
- أمان المفاعل: هيكل احتواء مزدوج كبير جاف؛ ثلاثة خطوط حقن أمان للضغط عالي والضغط منخفط؛ ثلاثة خطوط تغذية مياه أمان؛ قابلية التوصيل بمصادر مياه خارجية.
- مفاعل غوسن (1979) (مفاعل ماء مضغوط) – 970 ميغاواط كهرباء
- أمان المفاعل: هيكل احتواء مزودج كبير جاف؛ أربعة خطوط حقن أمان للضغط العالي والمنخفض؛ أربعة خطوط تغذية مياه أمان؛ خطوط تغذية مياه أمان إضافية للطوارئ؛ قابلية التوصيل بمصادر مياه خارجية.
- مفاعل لايبشتات (1984) (مفاعل ماء مغلي) – 1,165 ميغاواط كهرباء

أمان المفاعل: هيكل احتواء مزودج (مع وجود بئر رطب إضافي)، ونظام لكبت الضغط (مسبح مائي حجمه 4000 متر مكعب)؛ أربعة خطوط حقن للضغط المنخفض (مع خطين إضافيين لإزالة الحرارة المتبقية)، وخطان حقن للضغط العالي؛ خط تغذية إضافي مزود بمضختين (مع خط إضافي لإزالة الحرارة المتبقية)؛ قابلية التوصيل بمصادر مياه خارجية.
تُستخدم كل من محطة غوسن ومحطة بيزناو في التدفئة المحلية إلى جانب إنتاج الطاقة الكهربية.
تمتلك شركة أكسبو هولدنغ مفاعلي بيزناو، وهي تتحكم أيضًا بجزء كبير من مفاعل لايبشتات. تمتلك شركة ألبيك 40% من أنصبة محطة غوسن، و27.4% من محطة لايبشتات.